# سامسونگ اس‌جی‌اچ-دی۸۰۷
سامسونگ اس‌جی‌اچ-دی۸۰۷ یک‌نمونه از گوشی‌های تلفن همراه سری D شرکت سامسونگ می‌باشد  که توسط همین شرکت به بازار عرضه شده‌است.